# Loxáda
Loxáda är en ort i Grekland.   Den ligger i prefekturen Nomós Kardhítsas och regionen Thessalien, i den centrala delen av landet, 230 km nordväst om huvudstaden Aten. Loxáda ligger 119 meter över havet och antalet invånare är 325.
Terrängen runt Loxáda är varierad.Runt Loxáda är det ganska tätbefolkat, med 104 invånare per kvadratkilometer. Närmaste större samhälle är Trikala, 17,4 km norr om Loxáda. Trakten runt Loxáda består till största delen av jordbruksmark.